# Fritz Becker (Architekt)

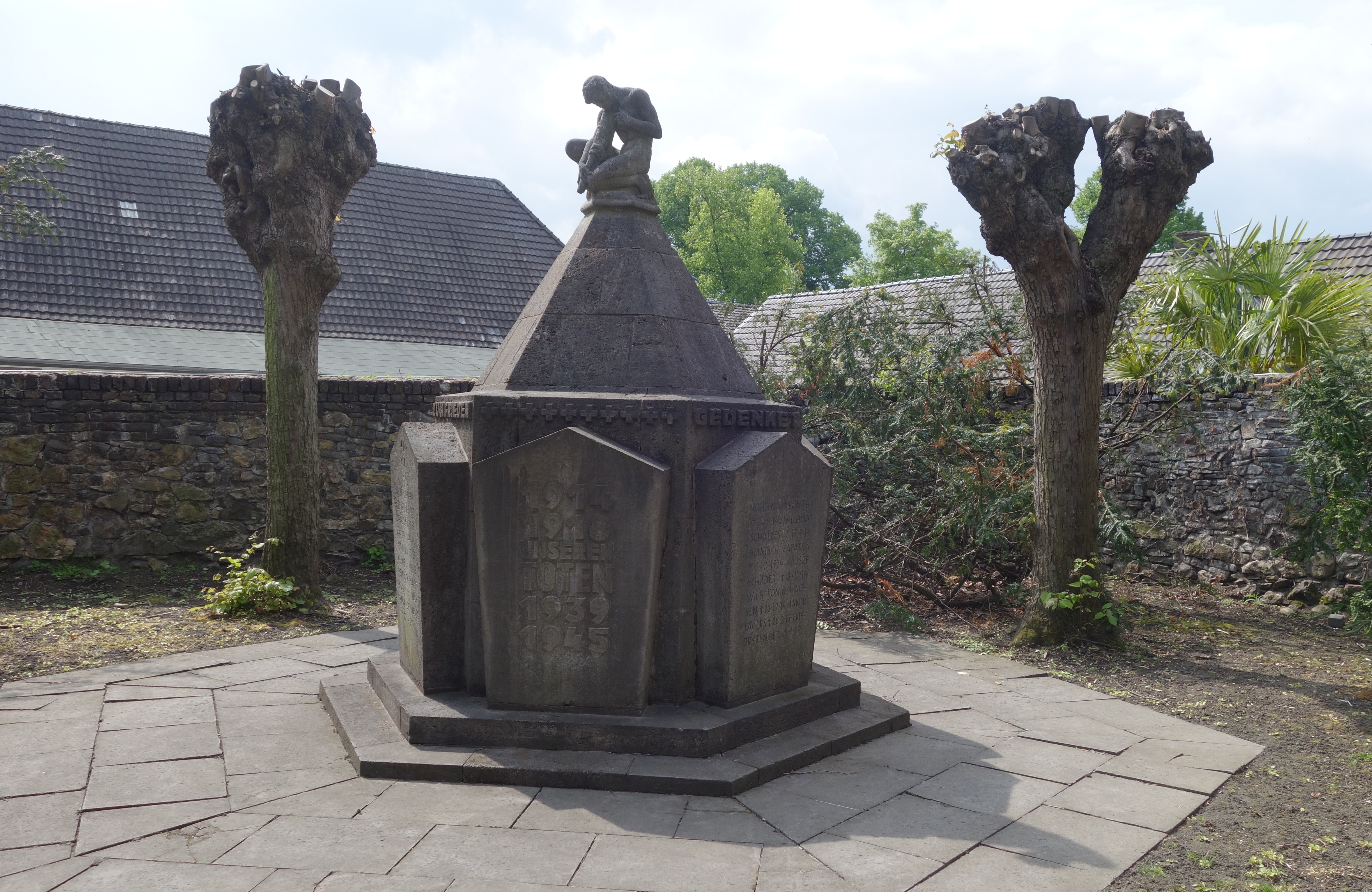
Gefallenen-Ehrenmal Wittlaer (1922)

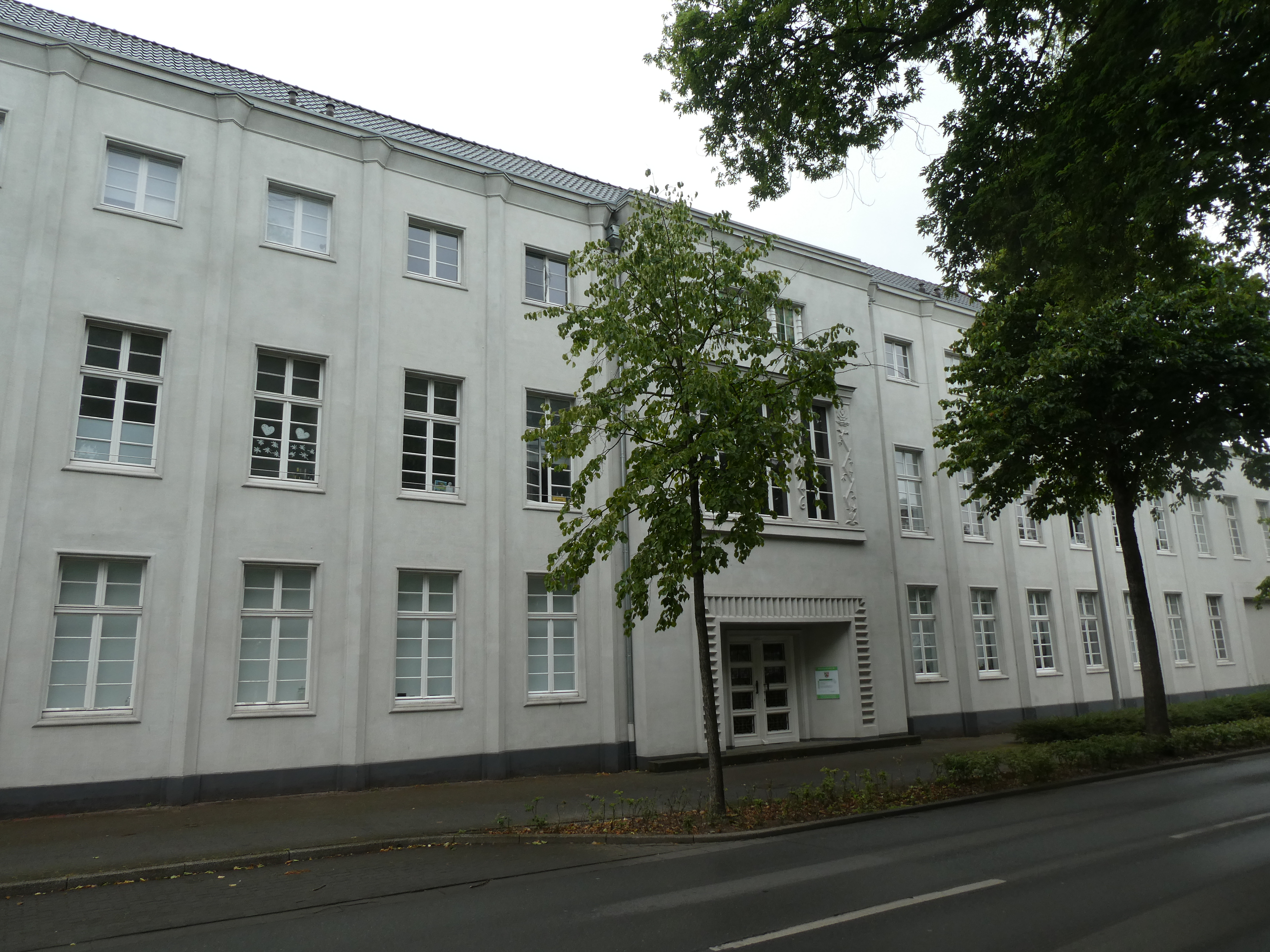
Verwaltungsgebäude Pieron (1922)

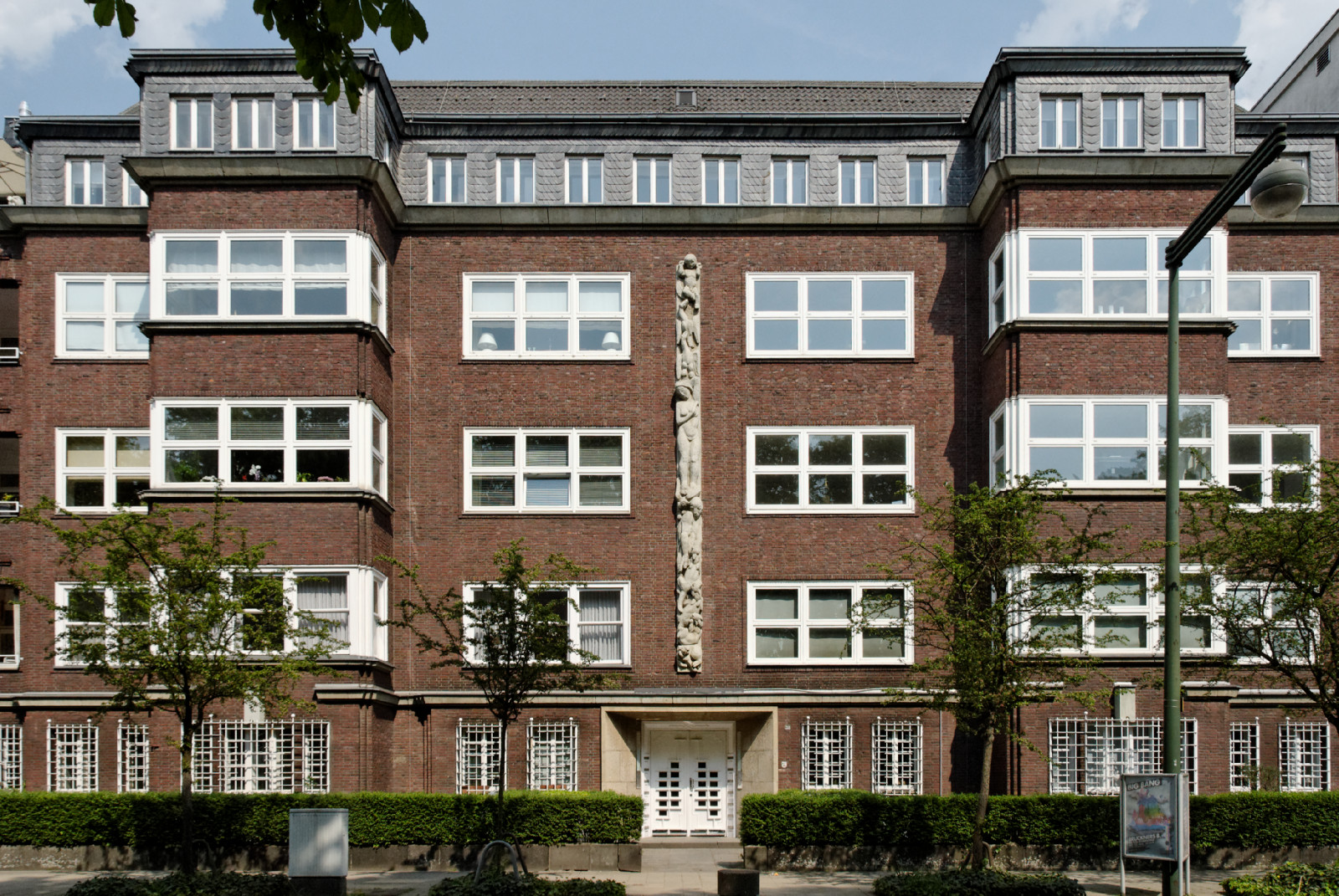
Mehrfamilienwohnhaus Cecilienallee (1925–1926)

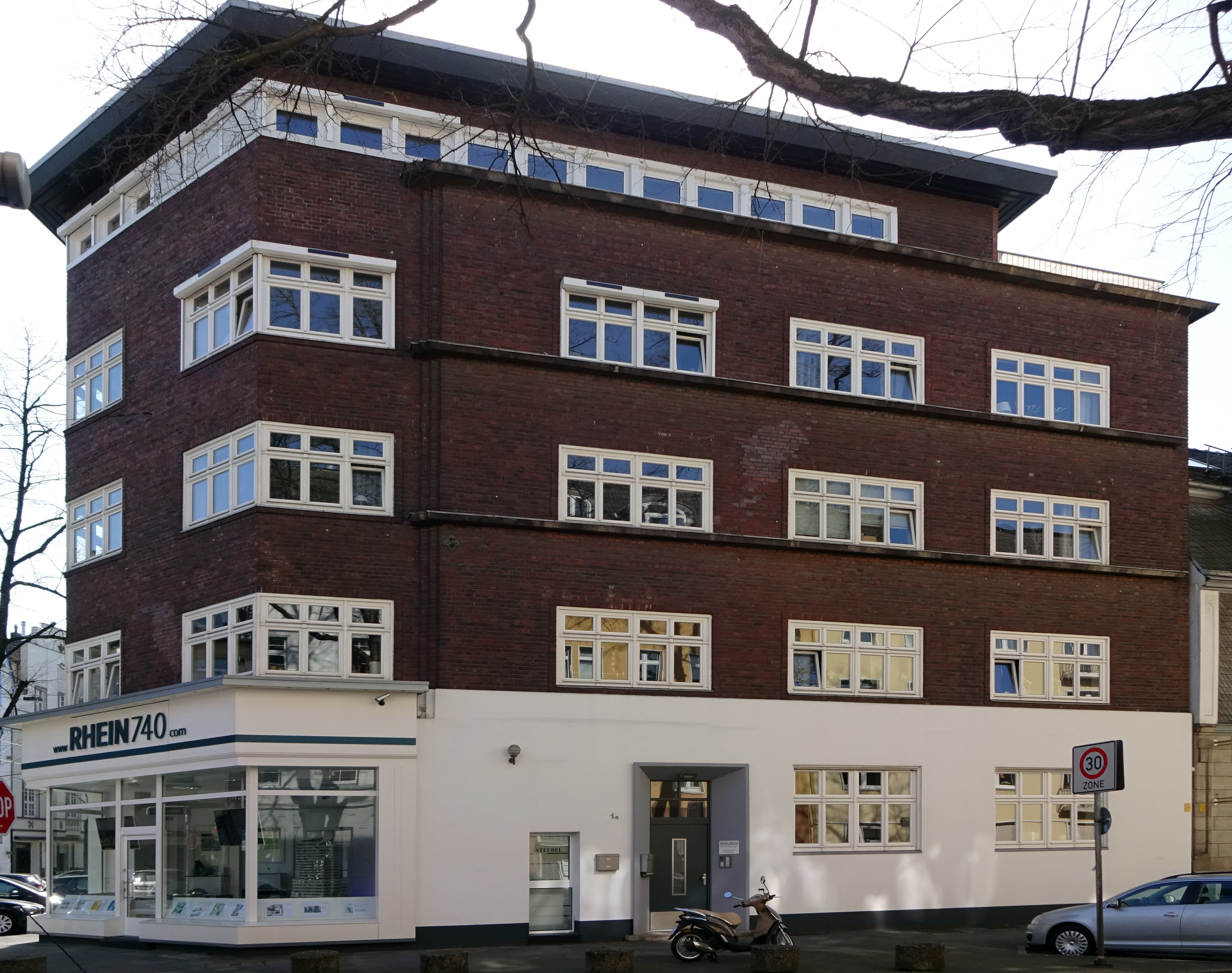
Mehrfamilienwohnhaus Schanzenstraße (1928)

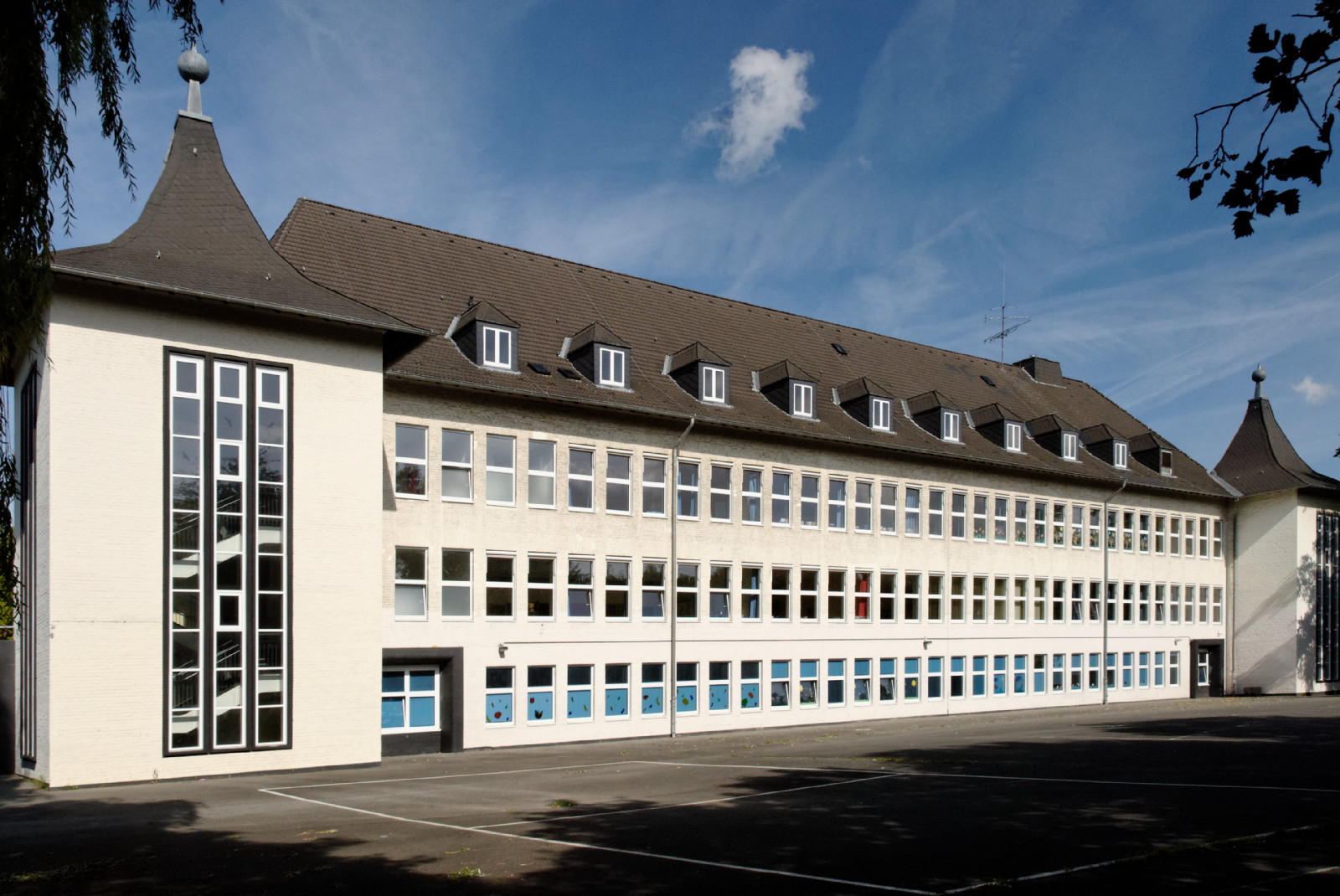
Volksschule Wersten (1935–1937)

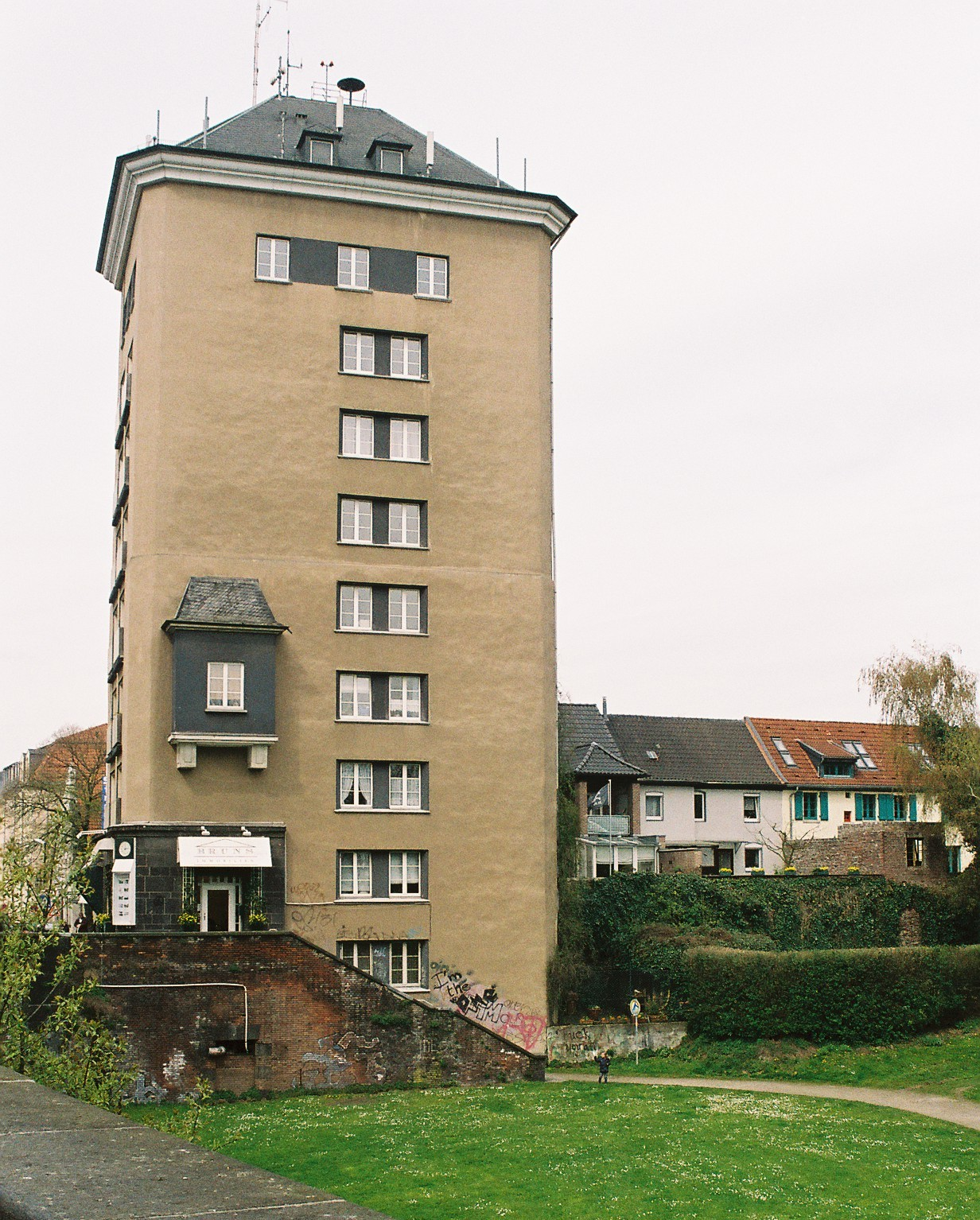
Hochbunker Kaiserswerth (1941–1942)

Fritz Becker, auch Friedrich Becker, (* 30. Oktober 1882 in Worms; † 24. Mai 1973 in Düsseldorf) war ein deutscher Architekt und Hochschullehrer.

## Leben
Fritz Becker studierte nach dem Abitur Architektur an der Technischen Hochschule Darmstadt sowie bei Friedrich von Thiersch und Carl Hocheder an der Technischen Hochschule München. Unmittelbar nach Studienabschluss arbeitete Becker 1904/1905 bei Karl Roth am Rathausbau in Dresden. In der Folge war er bis 1908 als Regierungsbauführer (Referendar in der öffentlichen Bauverwaltung) im hessischen Staatsdienst tätig, zwischen 1908 und 1912 arbeitete er bei den kommunalen Hochbauämtern der Städte Darmstadt und Dresden.
1912 wurde Fritz Becker als Lehrer bzw. Professor an die Kunstgewerbeschule Düsseldorf berufen. Als die Kunstgewerbeschule 1919 aufgelöst wurde, ging mit der gesamten Architekturabteilung auch seine Professur auf die Kunstakademie Düsseldorf über, an der er bis zu seiner Emeritierung 1947 lehrte. In den 1930er bis 1940er Jahren hatte er im Eiskellerberg ein Atelier. Daneben war er bis 1945 auch als selbstständiger Architekt tätig, zwischen 1923 und 1929 in Arbeitsgemeinschaft oder Sozietät mit dem promovierten Bauingenieur Erich Kutzner. Becker war Mitglied im Deutschen Werkbund (DWB) und im Bund Deutscher Architekten (BDA).

## Bauten (unvollständig)
- 1922: Gefallenen-Ehrenmal in Düsseldorf-Wittlaer ⊙
- 1922: Verwaltungsgebäude der Maschinenfabrik Pieron (heute Sitz des Stadtarchivs) in Bocholt, Münsterstraße 76 (mit Carl Staudt) ⊙
- 1922–1925: Verwaltungsgebäude der Rhenania-Ossag in Düsseldorf-Pempelfort, Gartenstraße 2 (nicht erhalten)
- 1924–1925: Wohnbebauung Kaiserswerther Straße / Golzheimer Platz in Düsseldorf-Golzheim ⊙
- 1925–1926: Mehrfamilienwohnhaus Cecilienallee 37/38/38a in Düsseldorf-Golzheim ⊙
- 1925–1926: Bauten auf der Ausstellung GeSoLei in Düsseldorf:
  - Musterwohnhaus „Haus des geistigen Arbeiters“
  - Haus der Stadt Düsseldorf
- 1927–1929: Palast-Hotel „Mannheimer Hof“ in Mannheim, Augustaanlage 4[2] ⊙
- 1928: Mehrfamilienwohnhaus in Düsseldorf-Oberkassel (mit Erich Kutzner) ⊙
- 1928: Zweifamilienhaus in Düsseldorf-Oberkassel (mit Erich Kutzner) ⊙
- 1928–1929: Marientorschleuse in Duisburg[3] ⊙
- 1930: Haus Settegast in Düsseldorf-Lohausen[4] ⊙
- 1933–1934: Fertigstellung der katholischen Herz-Jesu-Kirche in Weiden in der Oberpfalz (nach Entwurf von Otho Orlando Kurz)[5]
- 1935–1937: Volksschule (spätere „Theodor-Heuss-Schule“) in Düsseldorf-Wersten[6] ⊙
- 1937: Bauten auf der Reichsausstellung „Schaffendes Volk“ in Düsseldorf:
  - Halle für Blumen- und Pflanzenausstellungen („Nordpark-Gartenhalle“)
  - Café der Düsseldorfer Konditoreninnung
- 1938: Jugendherberge Hardter Wald in Mönchengladbach ⊙

vor 1938: Landhaus Dr. K. bei Düsseldorf-Kaiserswerth
- 1941–1942: Hochbunker in Düsseldorf-Kaiserswerth[7] ⊙